# 엘리엇짧은꼬리땃쥐
엘리엇짧은꼬리땃쥐(Blarina hylophaga)는 짧은 꼬리를 가진 청회색의 작은 땃쥐류의 일종이다. 일반명은 1899년에 이 종을 처음 기록한 엘리엇(Daniel Giraud Elliot)의 이름을 딴 것이다.

## 아종
2종의 아종이 알려져 있다.
- Blarina hylophaga hylophaga
- Blarina hylophaga plumbea